# 宝源路 (广州)
宝源路是中国广州市荔湾区逢源街道的一条东西走向的道路，东起宝华路，中段与逢源路相交，西接龙津西路，全长542米，宽12米。在宝源路东段南侧建有大型购物商场恒宝广场及地铁一号线的长寿路站，目前车辆通行方向为由东往西单向通行。
宝源路原名宝源大街，1932年扩建成路，沿用“宝源”作路名。

## 公共交通
- 广州地铁1号线長壽路站

均在鄰近寶源路位置設有出口。